# Augusta d'Assia-Kassel
Augusta d'Assia-Kassel (in tedesco Auguste Wilhelmine Luise von Hessen-Kassel; Offenbach am Main, 25 luglio 1797 – St. James's, 6 aprile 1889) era la moglie del principe Adolfo, duca di Cambridge, il decimo figlio, e settimo maschio, di Giorgio III e Carlotta di Meclemburgo-Strelitz. Fu la nuora di Giorgio III che visse più a lungo, e fu la nonna materna di Mary di Teck, regina consorte di Giorgio V.

## Infanzia
La principessa Augusta d'Assia-Kassel, terza figlia del principe Federico d'Assia e della moglie, principessa Carolina di Nassau-Usingen, nacque a Rupenheim Castel. Per via paterna era una bisnipote di Giorgio II di Gran Bretagna. Il fratello maggiore del padre, Guglielmo IX, era il langravio di Assia-Kassel. Nel 1803 il titolo dello zio venne elevato a quello di elettore di Assia, assumendo il nome di Guglielmo I, cosicché l'intero ramo Kassel della dinastia d'Assia guadagnò una tacca in più nella scala gerarchica della nobiltà.

## Matrimonio
Il 7 maggio a Kassel, e poi, ancora una volta, il 1º giugno 1818 a Buckingham Palace, Augusta sposò il suo secondo cugino, il Duca di Cambridge, quando lei aveva ventuno anni e lui quarantatré. Il Duca e la Duchessa di Cambridge ebbero tre figli.
Dal 1818 fino all'incoronazione della regina Vittoria, e la conseguente separazione della corona britannica da quella di Hannover nel 1837, la duchessa di Cambridge visse ad Hannover, dove il duca fungeva da viceré per conto del padre, Giorgio III, e dei fratelli, Giorgio IV e Guglielmo IV. Gli sposi tornarono in Gran Bretagna nel 1837, dove vissero a Cambridge Cottage, a Kew, e più tardi a St. James's Palace. La duchessa sopravvisse al marito per trentanove anni, morendo all'età di novantuno anni.

## Titoli nobiliari
- Sua Altezza Serenissima la Principessa Augusta d'Assia-Kassel (25 luglio 1797 – 7 maggio 1818)[2]
- Sua Altezza Reale, La Duchessa di Cambridge (7 maggio 1818 – 6 aprile 1889)

## Figli
I figli della coppia furono:
| Nome                                | Data di nascita  | Data di morte   | Note |
| ----------------------------------- | ---------------- | --------------- | --- |
| Principe Giorgio, duca di Cambridge | 26 marzo 1819    | 17 marzo 1904   | sposato nel 1847, con Sarah Louisa Fairbrother; ebbe dei figli                                                                    |
| Augusta di Cambridge                | 19 luglio 1822   | 4 dicembre 1916 | sposata nel 1843, con Federico Guglielmo, granduca di Meclemburgo-Strelitz; ebbe dei figli                                        |
| Maria Adelaide di Cambridge         | 27 novembre 1833 | 27 ottobre 1897 | sposata nel 1866, con Francesco, duca di Teck; ebbe dei figli, tra cui Mary di Teck, regina consorte di Giorgio V del Regno Unito |

## Ascendenza
|                                         |                         |                                                                       | Genitori                                  |  |  | Nonni |  |  | Bisnonni                      |  |  | Trisnonni              |  |
|                                         |                         |                                                                       |                                           |  |  |       |  |  | Guglielmo VIII d'Assia-Kassel |  |  | Carlo I d'Assia-Kassel |  |
|                                         |                         |                                                                       |                                           |  |  |       |  |  | Guglielmo VIII d'Assia-Kassel |  |  | Carlo I d'Assia-Kassel |  |
|                                         |                         | Amalia di Curlandia                                                   |                                           |  |  |       |  |  | Guglielmo VIII d'Assia-Kassel |  |  |                        |  |
| Federico II d'Assia-Kassel              |                         |                                                                       |                                           |  |  |       |  |  | Guglielmo VIII d'Assia-Kassel |  |  |                        |  |
|                                         |                         | Dorotea Guglielmina di Sassonia-Zeitz                                 | Maurizio Guglielmo di Sassonia-Zeitz      |  |  |       |  |  |                               |  |  |                        |  |
|                                         |                         | Dorotea Guglielmina di Sassonia-Zeitz                                 | Maurizio Guglielmo di Sassonia-Zeitz      |  |  |       |  |  |                               |  |  |                        |  |
|                                         |                         | Dorotea Guglielmina di Sassonia-Zeitz                                 | Maria Amalia di Brandeburgo               |  |  |       |  |  |                               |  |  |                        |  |
| Federico d'Assia-Kassel                 |                         | Dorotea Guglielmina di Sassonia-Zeitz                                 |                                           |  |  |       |  |  |                               |  |  |                        |  |
|                                         |                         | Giorgio II di Gran Bretagna                                           | Giorgio I di Gran Bretagna                |  |  |       |  |  |                               |  |  |                        |  |
|                                         |                         | Giorgio II di Gran Bretagna                                           | Giorgio I di Gran Bretagna                |  |  |       |  |  |                               |  |  |                        |  |
|                                         |                         | Giorgio II di Gran Bretagna                                           | Sofia Dorotea di Celle                    |  |  |       |  |  |                               |  |  |                        |  |
| Maria di Hannover                       |                         | Giorgio II di Gran Bretagna                                           |                                           |  |  |       |  |  |                               |  |  |                        |  |
|                                         |                         | Carolina di Brandeburgo-Ansbach                                       | Giovanni Federico di Brandeburgo-Ansbach  |  |  |       |  |  |                               |  |  |                        |  |
|                                         |                         | Carolina di Brandeburgo-Ansbach                                       | Giovanni Federico di Brandeburgo-Ansbach  |  |  |       |  |  |                               |  |  |                        |  |
|                                         |                         | Carolina di Brandeburgo-Ansbach                                       | Eleonora Erdmuthe di Sassonia-Eisenach    |  |  |       |  |  |                               |  |  |                        |  |
| Augusta d'Assia-Kassel                  |                         | Carolina di Brandeburgo-Ansbach                                       |                                           |  |  |       |  |  |                               |  |  |                        |  |
|                                         | Carlo di Nassau-Usingen | Guglielmo Enrico di Nassau-Usingen                                    |                                           |  |  |       |  |  |                               |  |  |                        |  |
|                                         | Carlo di Nassau-Usingen | Guglielmo Enrico di Nassau-Usingen                                    |                                           |  |  |       |  |  |                               |  |  |                        |  |
|                                         | Carlo di Nassau-Usingen | Carlotta Amalia di Nassau-Dillenburg                                  |                                           |  |  |       |  |  |                               |  |  |                        |  |
| Carlo Guglielmo di Nassau-Usingen       | Carlo di Nassau-Usingen |                                                                       |                                           |  |  |       |  |  |                               |  |  |                        |  |
|                                         |                         | Cristiana Guglielmina di Sassonia-Eisenach                            | Giovanni Guglielmo di Sassonia-Eisenach   |  |  |       |  |  |                               |  |  |                        |  |
|                                         |                         | Cristiana Guglielmina di Sassonia-Eisenach                            | Giovanni Guglielmo di Sassonia-Eisenach   |  |  |       |  |  |                               |  |  |                        |  |
|                                         |                         | Cristiana Guglielmina di Sassonia-Eisenach                            | Maddalena Sibilla di Sassonia-Weissenfels |  |  |       |  |  |                               |  |  |                        |  |
| Carolina di Nassau-Usingen              |                         | Cristiana Guglielmina di Sassonia-Eisenach                            |                                           |  |  |       |  |  |                               |  |  |                        |  |
|                                         |                         | Cristiano Carlo Reinardo di Leiningen-Dachsburg-Falkenburg-Heidesheim | Giovanni di Leiningen-Dagsburg-Falkenburg |  |  |       |  |  |                               |  |  |                        |  |
|                                         |                         | Cristiano Carlo Reinardo di Leiningen-Dachsburg-Falkenburg-Heidesheim | Giovanni di Leiningen-Dagsburg-Falkenburg |  |  |       |  |  |                               |  |  |                        |  |
|                                         |                         | Cristiano Carlo Reinardo di Leiningen-Dachsburg-Falkenburg-Heidesheim | Giovanna Maddalena di Hanau-Lichtenberg   |  |  |       |  |  |                               |  |  |                        |  |
| Carolina Felicita di Leiningen-Dagsburg |                         | Cristiano Carlo Reinardo di Leiningen-Dachsburg-Falkenburg-Heidesheim |                                           |  |  |       |  |  |                               |  |  |                        |  |
|                                         |                         | Caterina Polissena di Solms-Rödelheim                                 | Ludovico di Solms-Rödelheim               |  |  |       |  |  |                               |  |  |                        |  |
|                                         |                         | Caterina Polissena di Solms-Rödelheim                                 | Ludovico di Solms-Rödelheim               |  |  |       |  |  |                               |  |  |                        |  |
|                                         |                         | Caterina Polissena di Solms-Rödelheim                                 | Carlotta Sibilla di Ahlefeldt-Rixinger    |  |  |       |  |  |                               |  |  |                        |  |
|                                         |                         | Caterina Polissena di Solms-Rödelheim                                 |                                           |  |  |       |  |  |                               |  |  |                        |  |